# Kasteel van Zwijnaarde

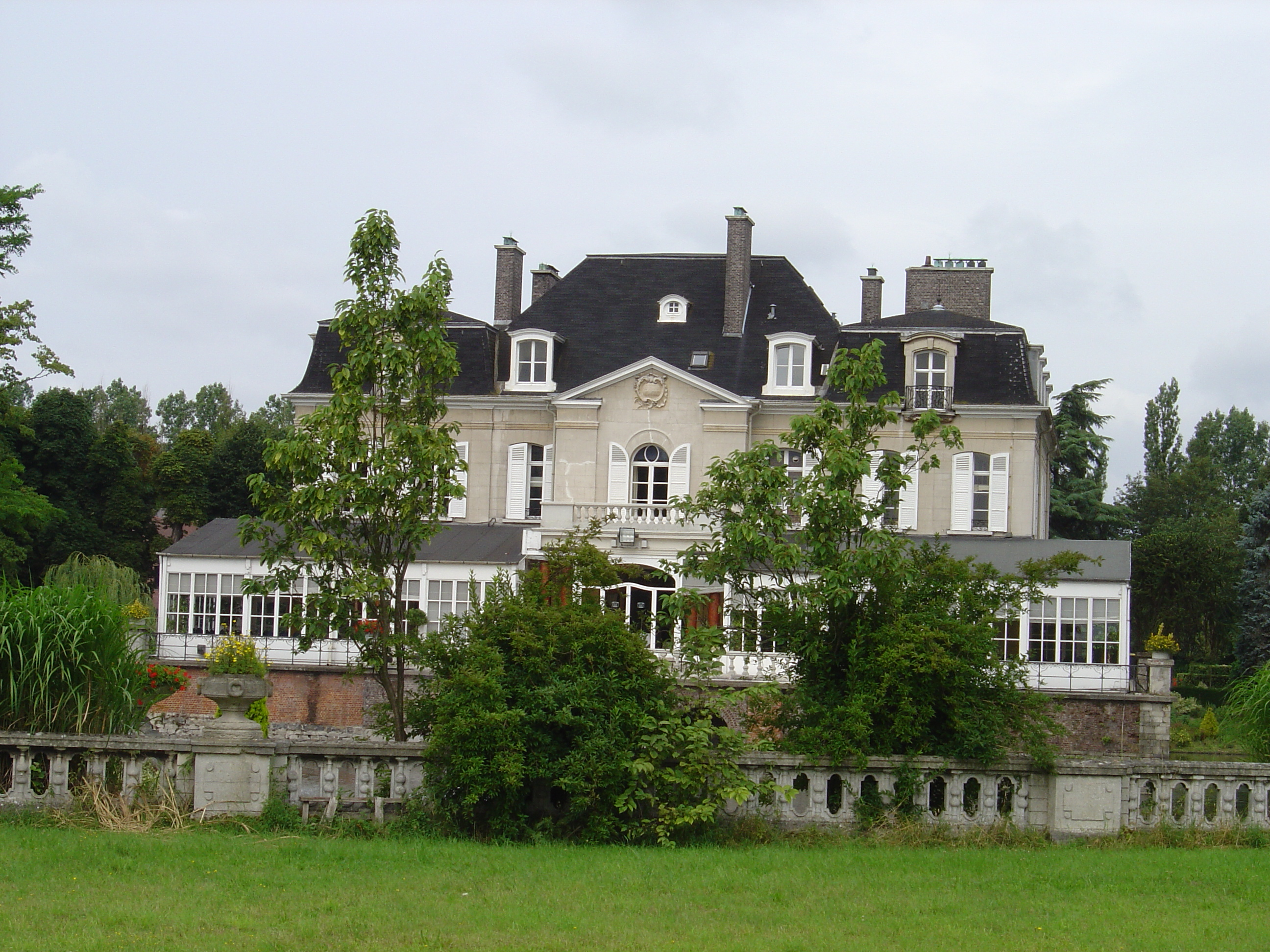
Kasteel van Zwijnaarde

Het Kasteel van Zwijnaarde (ook: Kasteel della Faille) is een Belgisch kasteel in de tot de gemeente Gent behorende plaats Zwijnaarde, gelegen aan de Joachim Schayckstraat 4-6.
Het kasteel ligt op het domein van de Executive Club Private Golf Zwijnaarde.

## Geschiedenis
Het kasteel werd voor het eerst vermeld in 1345, toen Wouter van Zwijnaarde het kasteel afstond aan de Sint-Pietersabdij te Gent. Vanaf 1420 verbleven hier de graven van Vlaanderen voordat ze hun blijde inkomst in Gent deden. Ook Isabella van Habsburg verbleef hier en stierf hier in 1526. Tijdens de godsdiensttwisten werd het kasteel verwoest. In opdracht van abt Joachim Arsenius Schayck werd het kasteel weer herbouwd. Het kasteel werd in 1797 openbaar verkocht, evenals alle andere goederen van de Sint-Pietersabdij. In de eerste helft van de 19e eeuw kwam het in bezit van de familie della Faille d'Huysse.
Omstreeks 1836 werd het op de oude fundamenten herbouwd in neoclassicistische stijl. In 1918 werd het kasteel verwoest. In 1922 werd het naar ontwerp van Octave Flanneau herbouwd in neorococostijl.

## Gebouw
Het betreft een kasteel vlak bij de Schelde op rechthoekige plattegrond dat geheel door water is omgeven. Het is gebouwd op de fundamenten van een groter kasteel dat te midden van het water stond.
Het kasteel bevat een salon die enkele 18e-eeuwse panelen van Chinees rijstpapier toont met bloemen en vogels, afkomstig van het Hôtel della faille te Gent.
Bij het kasteel vindt men stallen en koetshuizen uit de 18e eeuw. De toegangsdreef is door de aanleg van de autosnelweg A14 afgesneden van kasteel en park.